# Ozarba varia
Ozarba varia är en fjärilsart som beskrevs av Walker 1865. Ozarba varia ingår i släktet Ozarba och familjen nattflyn. Inga underarter finns listade i Catalogue of Life.